# ダブル・ダブル
ダブル・ダブル (double-double) は、バスケットボールの用語で、１試合でで１人の選手が、得点、リバウンド、アシスト、スティール、ブロックショットの5つの項目の中の2つ(double)で2桁(double)を記録すると達成となる。
スティールやブロックを1試合に10個以上記録するのは困難であるため、得点、リバウンド、アシストの3つの中の2つの組み合わせで達成する選手がほとんどである。フォワードとセンターが得点とリバウンドが見込めるポジションなので有利であるものの、ガードにも不可能というわけではない。
ダブル・ダブルはNBAの試合では非常に頻繁にあり、ほとんど全ての試合で1人は達成者がいる。シーズン平均記録としての達成は難しいものの不可能ではなく、2005年-2006年シーズンでは10人が、シーズン平均記録でダブル・ダブルを達成している（得点とリバウンドの組み合わせが9人、得点とアシストの組み合わせが1人）。

## NBAダブル・ダブル・リーダー
1985–86シーズン以来のダブル・ダブル達成回数
| ^ | 現役選手     |
| * | 殿堂入り選手 |

### レギュラーシーズン
| 順位 | 選手                    | トータル数 |
| ---- | ----------------------- | ---------- |
| 1    | ティム・ダンカン*       | 830        |
| 2    | カール・マローン*       | 811        |
| 3    | ケビン・ガーネット*     | 741        |
| 4    | シャキール・オニール*   | 727        |
| 5    | アキーム・オラジュワン* | 718        |
| 6    | チャールズ・バークレー* | 677        |
| 7    | パトリック・ユーイング* | 580        |
| 8    | ドワイト・ハワード^     | 575        |
| 9    | デビッド・ロビンソン*   | 543        |
| 10   | ケビン・ウィリス        | 480        |

| 順位 | 選手                     | トータル数 |
| ---- | ------------------------ | ---------- |
| 1    | ジョン・ストックトン*    | 709        |
| 2    | スティーブ・ナッシュ*    | 436        |
| 3    | ジェイソン・キッド*      | 402        |
| 4    | クリス・ポール^          | 336        |
| 5    | マジック・ジョンソン*    | 329        |
| 6    | ケビン・ジョンソン       | 319        |
| 7    | ティム・ハーダウェイ     | 279        |
| 8    | ロッド・ストリックランド | 271        |
| 9    | デロン・ウィリアムズ     | 268        |
| 10   | アイザイア・トーマス*    | 255        |

### プレーオフ
| 順位 | 選手                    | トータル数 |
| ---- | ----------------------- | ---------- |
| 1    | ティム・ダンカン*       | 164        |
| 2    | シャキール・オニール*   | 142        |
| 3    | カール・マローン*       | 124        |
| 4    | アキーム・オラジュワン* | 99         |
| 5    | チャールズ・バークレー* | 92         |
| 6    | ケビン・ガーネット*     | 86         |
| 7    | パトリック・ユーイング* | 78         |
| 8    | ダーク・ノヴィツキー*   | 75         |
| 9    | デビッド・ロビンソン *  | 69         |
| 10   | ドワイト・ハワード^     | 66         |

| 順位 | 選手                    | トータル数 |
| ---- | ----------------------- | ---------- |
| 1    | マジック・ジョンソン*   | 95         |
| 2    | ジョン・ストックトン*   | 87         |
| 3    | スティーブ・ナッシュ*   | 51         |
| 4    | ケビン・ジョンソン      | 47         |
| 5    | アイザイア・トーマス*   | 38         |
| 6    | ジェイソン・キッド*     | 35         |
| 7    | クリス・ポール^         | 35         |
| 8    | ラジョン・ロンド        | 33         |
| 9    | レブロン・ジェームズ^   | 25         |
| 10   | クライド・ドレクスラー* | 22         |

### その他の記録
- 最長連続試合数：ウィルト・チェンバレンは、1964年から1967年で、227試合連続ダブル・ダブル記録を持っている[5] チェンバレンは2番目で220試合、3番目で133試合の記録も持っている[5]。この記録は1976年のABAとNBAの合併以前の記録であり、合併以降ではサクラメント・キングス所属のドマンタス・サボニスの61試合連続が最長記録である[6]。
- 最年少記録：トレイシー・マグレディ（1997年11月15日、対インディアナ・ペイサーズ）、18歳175日[7]。
- 最年長記録：ディケンベ・ムトンボ（2009年4月10日、対ゴールデンステート・ウォリアーズ）、42歳289日[8]。